# Anthreptes gabonicus
Beija-flor-dos-mangais ou nectarínia-dos-mangais (Anthreptes gabonicus) é uma espécie de ave da família Nectariniidae.
Pode ser encontrada nos seguintes países: Angola, Burkina Faso, Camarões, República do Congo, República Democrática do Congo, Costa do Marfim, Guiné Equatorial, Gabão, Gâmbia, Gana, Guiné, Guiné-Bissau, Libéria, Nigéria, Senegal e Serra Leoa.
Os seus habitats naturais são: florestas de mangal tropicais ou subtropicais.